# Crusader Kings II
Crusader Kings II és un videojoc de construcció d'imperis ambientat a l'edat mitjana, desenvolupat per Paradox Development Studio i publicat per Paradox Interactive com a seqüela del Crusader Kings original. Va ser publicat inicialment per a Microsoft Windows el 14 de febrer de 2012. Posteriorment també se'n distribuiria una versió per a OS X i Linux, el 24 de maig de 2012 i el 14 de gener de 2013, respectivament.
El joc consisteix a triar un governant i expandir-ne el llinatge i territori fins al 1453, la fi de l'edat mitjana, representada per la captura de Constantinoble pels otomans. Inicialment el joc se centrava en les dinasties feudals europees, amb el rerefons de l'alliberament de la Terra Santa durant les croades, però en les posteriors expansions i mods s'hi afegirien llinatges i esdeveniments d'Àsia i Àfrica, a més a més d'universos de fantasia com Joc de Trons o el Senyor dels Anells.
Aclamat pel públic i els crítics, Crusader Kings II va ser un dels finalistes a Joc de l'Any 2012. A finals del 2014 ja se n'havien venut més d'un milió de còpies i 7 milions d'expansions, i aproximadament hi jugaven 100.000 jugadors únics mensualment.

## Jugabilitat
El joc és un simulador dinàstic on el jugador tria un llinatge medieval l'any 769, 867, 1066, 1220 o 1337 i l'ha de fer sobreviure i expandir fins a l'any 1453. Crusader Kings II conté nombroses figures històriques, des de grans emperadors com Carlemany, Genguis Kan o Saladí, fins a líders de petits territoris com Abd al-Malik al-Muzaffar, Gerold I de Vintzgau o Ramon Berenguer I.
Al final de la partida la dinastia dirigida pel jugador és classificada segons els punts de prestigi i pietat assolits, i es pot comparar amb diferents dinasties europees rellevants, sent les més importants la dinastia Capet, la dinastia ruríkida i la Dinastia dels Habsburg. El joc s'acaba quan el personatge dirigit pel jugador es mor sense un hereu del seu mateix llinatge que el succeeixi, quan es revoquen tots els títols de la dinastia, o quan s'arriba a l'any 1453, que marca la fi de l'edat mitjana amb la pèrdua de Constantinoble per part de l'Imperi Romà d'Orient.
El joc es basa en la genètica i l'educació dels pares o guardians per determinar com seran la cultura, religió i habilitats dels descendents. Això afegeix més complexitat al sistema de casaments, ja que no només s'ha de procurar aconseguir les millors aliances sinó que també s'ha de buscar aconseguir les millors parelles per tenir una bona descendència que enforteixi la dinastia.
Aquests governants són assignats a territoris, amb el comtat com a territori més petit i l'imperi com a més gran. Els comtats poden ser independents o poden estar agrupats en ducats i imperis, i ofereixen diferents ciutats, temples o castells que generen diners i permeten alçar forces en cas de guerra. A partir d'aquí hi ha diferents estratègies per ampliar el llinatge: generar intrigues i assassinar altres nobles per usurpar-ne els títols, alçar les tropes pròpies, dels vassalls o contractar mercenaris per ocupar territoris disputats per casus belli o guerres santes, o enllaçar matrimonialment una dinastia amb una altra per engrandir-la.